# Митрополит цетињски Висарион III
Висарион III Бориловић (†Цетиње, 1692) био је митрополит цетињски од 1685. до 1692. године.

## Биографија
Висарион III Бориловић потиче из угледне црногорске породице из Бајица, Цетиње. Наследио је владику Руфима II Бољевића који је умро 1685. године. За цетињског митрополита/владику рукоположио га је у Пећи његов рођак патријарх српски Арсеније III Црнојевић (1674—1690).
Одмах по повратку из Пећи 1685. године креће у акцију учвршћења сарадње с Венецијом у погледу војних акција у даљем току Морејског рата (1684—1699). На том плану води у Котору 1686. преговоре са тамошњим провидуром Батистом Калбом. Сарадња је оставрена па је под владичином заповешћу послато 300 ратника који су се 1687. борили против Топал-паше на Каменом изнад Херцег-Новог, која је успешно завршена. У времену борбе за освајање Херцег-Новог, Владика Висарион је морао је да са преосталим снагама пружи отпор снажној казненој експедицији коју је упутио скадарски санџак Сулејман Бушатлија, која је успешно одбијена.
Углед владике Висариона је порастао након ових акција па је Бушатлија одлучио да са свим расположивим средствима нападне Црну Гору. Тако владика и 24 народних првака одлази у Херцег-Нови на састанак са Корнаром да му предоче опасност која прети земљи и затраже војну помоћ. На Општецрногорском збору у Градцу 1688. године, одлучено је да Црна Гора ступи под млетачко поданство. Владика Висарион умро је 1692. године а на месту црногорског владике наследио га је Саватије Калуђеровић (1694—1697). Лазар Томановић у Мемоарима наводи податак да је митрополит Висарион, по народном предању, отрован од Млечана да би лакше покорили Црногорце. Владика Цетиња и Скендерије Висарион, 10. децембра 1678. године у писму млетачком провидуру Далмације и Арбаније, Јеролиму Корнеру, пише да су Кучи и други Брђани разбили турску војску. Препоручује 2000 Црногораца млетачкој служби, који би с барјаком од свете вјере, тј. са часним крстом, били пред њима (непријатељима). Уколико је писмо тачно датирано, Висарион би био владика и раније, него што му се приписује.
Из једног сачуваног документа се види да се Висарион погодио за баштину са Бјелошима пред Заном Грбичићем, као предводником млетачке помоћи на Цетињу, против скадарског паше. Патријарх Арсеније је у Пећ себи звао митрополита Висариона, који то саопштава Грбичићу у Котор. Висарион је хтјео ићи у Пећ, али му се пријатељ Грбичић не усуђује рећи, да би због тога могао изгубити столицу. Млетачка република је Висариону давала 10 дуката мјесечно након што је аустријска војска заузела Пећ, гдје се патријарх Арсеније брзо вратио са Цетиња, умјесто да сиђе у Котор. Млечани су сматрали да је за ту несарадњу патријарха с Млечанима крв Дубровник, али вријеме је доказало да су само Аустријацни утиали на патријарха да не сарађује са Млечанима. Ти дукати су били награда владици за наклоност према Млетачкој републици и жеља да буде њихов политички сарадник. Генерални провидур је писао млетачком сенату 12. јуна 1692. године како је владика Висарион у јуну довео у Котор неке сумњиве црногорске главаре, гдје су се заклели на вјерност републици. А у једном писму из Никшића од 5. јула исте године, јавља се изванредном провидуру да патријарх, чувши да је умро Висарион, долази да на његово мјесто другога постави. У млетачком писму од 21. јула пише да је владика умро послије дуге природне болести. Лазар Томановић је сматрао да ови подаци поткрепљују народно предање, које каже да су Млечани отровали Висариона, јер је у Котору био у јуну, а почетком јула се већ у Никшићу знало да је пећки патријарх кренуо да попуни његову столицу, а тек 21. јула из Котора јавља провидур сенату да је владика умро природном смрћу. Да болест није била дуга, доказ је што је Владика био у Котору у јуну, дакле, највише двије недјеље прије смрти (умро је крајам јуна), а наглашавање да је умро од природне боелсти, побуђује сумњу још више.  У Цетињском љетопису постоји кратка напомена: У љето 1687. године примише Латини Нови и то љето епископ Висарион изведе Латине на Цетиње и манастир провидура и каваљера , и владику Висариона отроваше, и умрије. Павле Ровински је сматрао да народно предање о тровању није исправно, јер је Висарион био млетачки човјек. Млетачка власт је сумњала у искрену оданост Висариона, а и католичкој пропаганди је сметао православни владика, па је Томановић био мишљења да је ипак био отрован, а наводи и податак да је у историји млетачке републике велику улогу играо отров и тровање утицајних људи. По смрти владике, которски провидитор пише сенату да се два кандидата натјечу за ту столицу, намјесник пећког патријарха и биоградски владика, који је живио са другим грчким (православним) владикама у Новоме. Управу над митрополијом до избора новог митрополита је вршио игуман цетињског манастира Сава. Кандидатуру биоградског владике, који се налазио у Новоме изазвао је гувернатор новске крајине Буровић. Сулејман-паша Бушатлија је на Цетињу доживјео млетачко рушење Цетињског манастира. Судбина манастира је била, са Млечанима, као и манастира Тврдоша. Лагумали су га и подигли у ваздух, а то је и ранило пашу. Огорчени Турци су потом цијели манастир сравнили са земљом. Нови владика је изабран тек 1694. године у особи игумана Саве или каснијег митрополита Саве Очинића.